# Andreas Widmer
Andreas Widmer (în rusă Андрей Андреевич Видмер, transliterat: Andrei Vidmer; n. 19 iunie 1856, Malu Mare, gubernia Basarabia, Imperiul Rus – d. 7 mai 1931, Tarutino, România) a fost un fermier german basarabean, politician țarist și om de stat român. A fost deputat în Duma de Stat al celei de-a I-a convocări din partea Basarabiei.

## Biografie

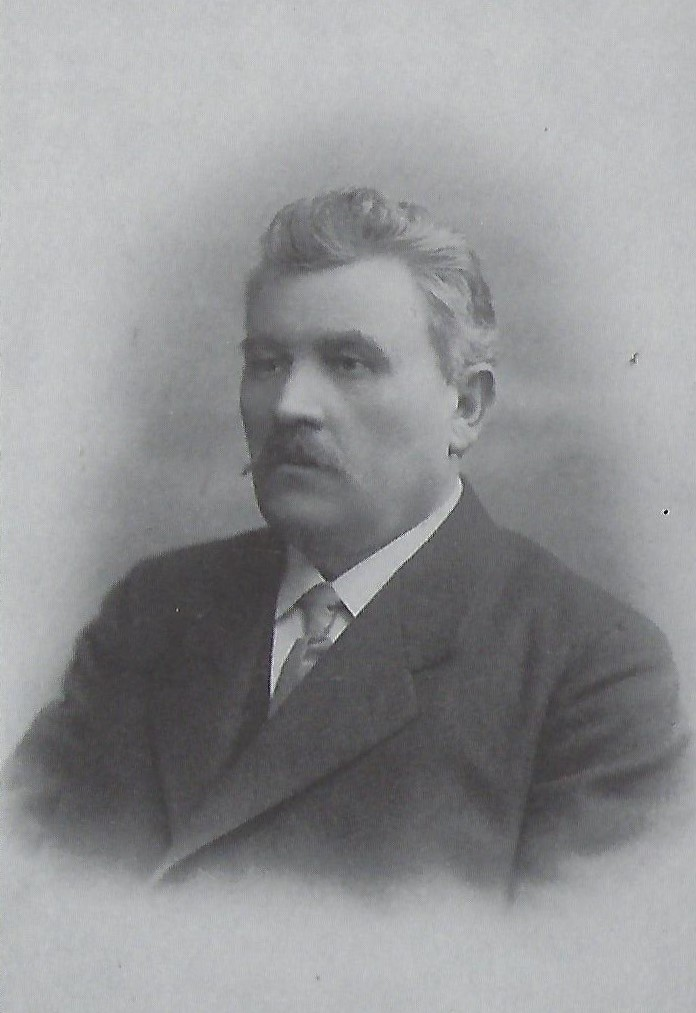
Widmer în 1920.

S-a născut în anul 1867 în colonia germană Wittenberg din ținutul Akkerman, într-o familie de origine șvabă. La începutul anilor 1870 a urmat cursurile școlii reale din Comrat. În mai 1874, Widmer a intrat în serviciu în colonia Tarutino ca funcționar al satului. Apoi, a urmat funcția de grefier de voloste. Războiul ruso-turc din 1877-1878 i-a adus provocări, a evitat însă mobilizarea, fiind primul funcționar public german care vorbea și scria în rusă. Până la Revoluția din octombrie a fost membru permanent al comisiei de recrutare. Omul de stat rus Dmitri Tolstoi i-a trimis o scrisoare de laudă în 1881 în acest sens. A refuzat titlul de nobil. 
A fost membru al zemstvei din Akkerman începând cu 1881, iar în 1903 a fost ales vicepreședinte. După Revoluția Rusă din 1905, a fost ales în Dumă ca deputat în 1906. Ulterior, a devenit director al sistemului penitenciar din Akkerman în 1907 și a fost ales judecător pe timp de pace timp de mai mulți ani. A fost în repetate rânduri membru al consiliului de administrație, vicepreședinte și reprezentant autorizat al zemstvei. În parlamentul României, Widmer a fost mai întâi senator și apoi deputat de cameră. Ferdinand I l-a numit vicepreședinte și apoi președinte al prefecturii județului Cetatea Albă. A fost președintele primului comitet german din Basarabia. Prin experiența sa în domeniul pământului, a oferit servicii valoroase țărănimii germane. Printre altele, a fost și unul dintre cei mai mari viticultori din regiunea Bugeacului. La 4 ianuarie 1922, comisia școlară a minorității germane din Basarabia l-a ales în fruntea consiliului de administrație format din trei persoane împreună cu Daniel Haase și Heinrich Roemmich.
A fost căsătorit cu Salome Christine, născută Raugust, la 1 octombrie 1876. Din căsnicie au rezultat cinci fiice și șapte fii. Wilhelm și Olga, ulterior, au locuit la Stuttgart, pe când Klara și Alma în România. Soția lui Widmer a murit la 21 martie 1931, cu șapte săptămâni înaintea lui.

## Distincții
- Medalia de argint pe panglica Ordinului Sf. Stanislav (1892)
- Medalia de argint pe panglica a Ordinului Sf. Anna (1898 și 1899)
- Medalia de aur pe panglica a Ordinului Sf. Anna (1904)
- Medalie de argint pe panglica Ordinului Sf. Vladimir (1910)
- Medalia de aur pe panglica Alexandr (1914)
- Ordinul Coroana României (1923)